# Warsaw (Missouri)
Warsaw é uma cidade localizada no estado americano de Missouri, no Condado de Benton.

## Demografia
Segundo o censo americano de 2000, a sua população era de 2070 habitantes.
Em 2006, foi estimada uma população de 2248, um aumento de 178 (8.6%).

## Geografia
De acordo com o United States Census Bureau tem uma área de
5,6 km², dos quais 5,1 km² cobertos por terra e 0,5 km² cobertos por água.

## Localidades na vizinhança
O diagrama seguinte representa as localidades num raio de 32 km ao redor de Warsaw.